# Marcus Aemilius Lepidus Porcina
Marcus Aemilius Lepidus Porcina war ein römischer Politiker und Konsul im Jahr 137 v. Chr.
Lepidus widersetzte sich als Konsul der Lex tabellaria des Lucius Cassius Longinus Ravilla, welche die schriftliche Abstimmung auf das Gerichtsverfahren mit Ausnahme der Hochverratsprozesse ausdehnte. Nach der Numantia-Niederlage seines Kollegen Gaius Hostilius Mancinus wurde er nach Spanien entsandt, wo er eigenmächtig einen Krieg gegen die Vaccäer begann, eine schwere Niederlage erlitt und mit einer Geldbuße belegt wurde. Als Augur wurde er 125 v. Chr. von den Censoren wegen übermäßiger Mietkosten angeklagt. Eine weitere Anklage wegen einer zu prächtig gebauten Villa führte zu einer hohen Geldstrafe.
Lepidus war ein bedeutender Redner und erreichte eine stilistische Glätte, doch mangelte es ihm an juristischen Kenntnissen.